# Cheilosia andalusiaca
Cheilosia andalusiaca är en tvåvingeart som beskrevs av Torp Pedersen 1971. Cheilosia andalusiaca ingår i släktet örtblomflugor, och familjen blomflugor.
Artens utbredningsområde är Spanien. Inga underarter finns listade i Catalogue of Life.